# Wojciech Zink
Adalbert Wojciech Zink, (ur. 23 kwietnia 1902 w Bydgoszczy, zm. 9 września 1969 w Olsztynie) – warmiński duchowny katolicki, obywatel niemiecki, po II wojnie światowej polski, dziekan i prepozyt kapituły warmińskiej, rządca diecezji warmińskiej z tytułem wikariusza generalnego prymasa Polski. W 1953 roku podczas aresztowania prymasa Wyszyńskiego przez stalinowców jako jedyny rządca diecezji odważył się przeciwko temu zaprotestować.

## Życiorys

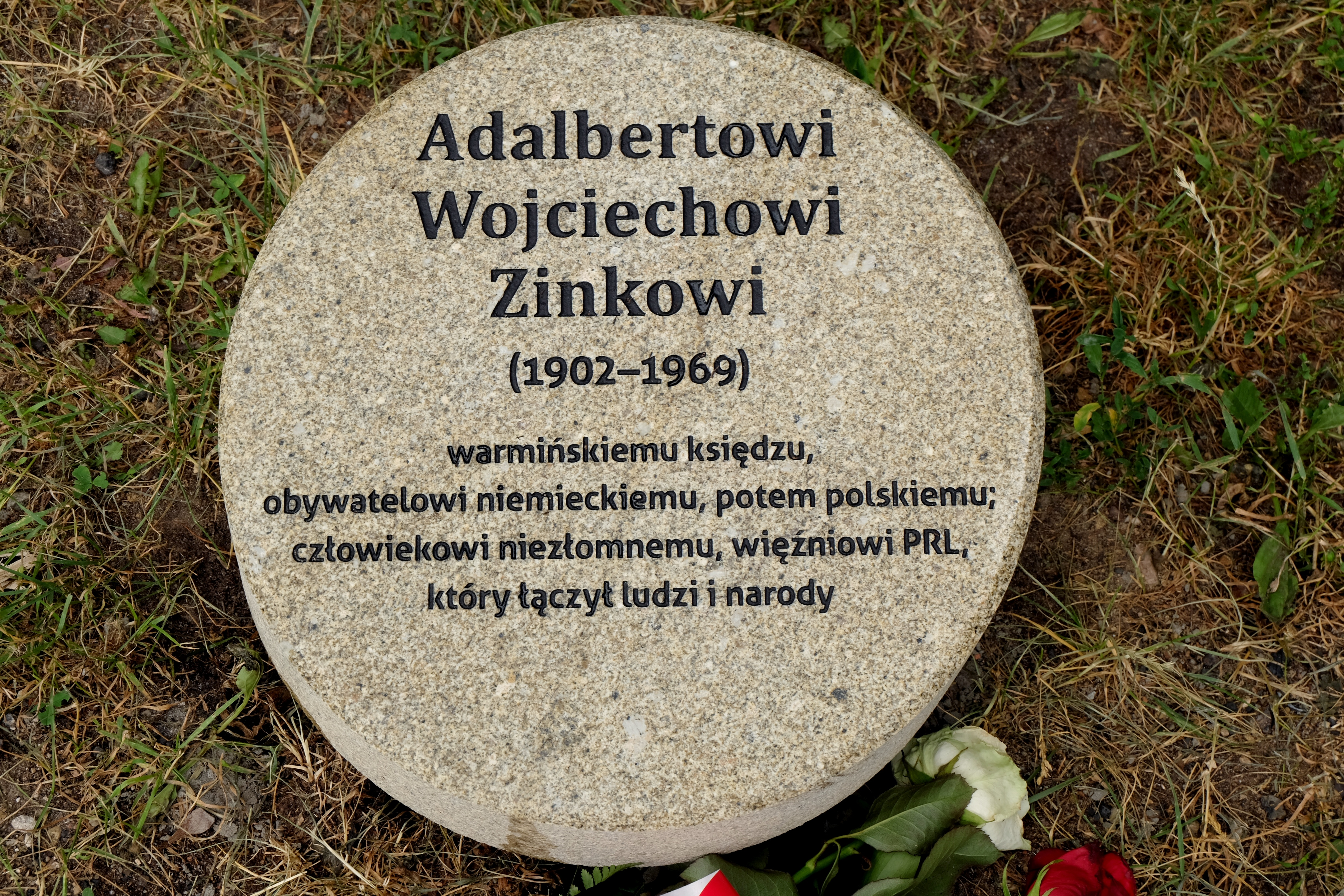
Obelisk upamiętniający Adalberta (Wojciecha) Zinka w Ogrodzie Sprawiedliwych w Warszawie

Był synem Antoniego (z zawodu mistrza garncarskiego, urzędnika kolei, urodzonego w Berlinie) i Warmiaczki Augusty z Tyżaków (inne formy nazwiska: Tyzak, Tyczack, urodzonej w Worytach koło Gietrzwałdu). Miał troje rodzeństwa – siostrę Marię (z poprzedniego małżeństwa matki, po II wojnie światowej pracującą jako gospodyni domowa lekarza z Biskupca), brata Jana (ur. 23 czerwca 1894, zm. 19 maja 1936 w Purdzie Wielkiej, w czasie I wojny światowej żołnierza wojska pruskiego w stopniu podporucznika, po studiach w seminarium "Hosianum" w Braniewie księdza katolickiego – święcenia w 1922, duszpasterza w Sztumie, Gietrzwałdzie, Opaleńcu, Stanclewie i Purdzie Wielkiej); o trzecim z jego rodzeństwa brak wiadomości.
W dzieciństwie kilkakrotnie zmieniał miejsce zamieszkania ze względu na pracę ojca. W 1912 rozpoczął naukę w gimnazjum w Nakle nad Notecią, skąd w 1916 (po śmierci ojca, zmarłego w wieku 48 lat 15 lutego 1916 wskutek zaczadzenia) przeniósł się do Miejskiego Gimnazjum w Gdańsku. Tamże w 1919 zdał egzamin dojrzałości. Podjął następnie studia w Seminarium Duchownym "Hosianum" w Braniewie, wspierany finansowo przez wuja Franciszka Tyżaka, właściciela dużego gospodarstwa rolnego w Podlejkach koło Gietrzwałdu. 10 lutego 1924 przyjął święcenia subdiakonatu. Ze względu na brak wymaganego prawem kanonicznym wieku do święceń prezbiteratu skierowany został do pomocy duszpasterskiej w Gietrzwałdzie, gdzie u boku ks. Jana Hanowskiego odbywał praktyki pastoralne oraz uczył się języka polskiego. 8 lutego 1925 we Fromborku został wyświęcony na kapłana przez biskupa warmińskiego Augustinusa Bludau.
Pierwszą placówką duszpasterską ks. Zinka była parafia w Gryźlinach, gdzie pełnił funkcję wikariusza (1925–1927). Analogiczną posługę pełnił we Wrzesinie (1927–1935). Przez kilka miesięcy w 1935 administrował parafią w Barczewku (zastępował ciężko chorego proboszcza Franciszka Gemsa, który niebawem zmarł), by wreszcie w październiku tegoż roku objąć samodzielne probostwo w Lesinach Wielkich. Sprawował też opiekę duszpasterską w parafii Wielbark, gdzie dwa razy w miesiącu odprawiał nabożeństwa i głosił kazania w języku polskim (do wejścia w życie zakazu używania języka polskiego w sierpniu 1939). Na początku II wojny światowej pełnił posługę kapelana w Szpitalu Mariackim w Olsztynie. W 1940 znalazł się w grupie warmińskich duchownych (razem m.in. z Leonem Kamińskim i Pawłem Dziendzielewskim), skierowanych przez biskupa Maximiliana Kallera na pewien czas do pracy w diecezji chełmińskiej, gdzie zabrakło polskich księży po serii aresztowań. Biskup gdański Karol Maria Splett, będący zarazem administratorem diecezji chełmińskiej, powierzył Zinkowi administrację parafii w Łasinie. Ks. Zink pracował tam krótko, od lutego do maja 1940. Powrócił następnie do Lesin Wielkich, gdzie pozostał niemal do końca wojny, pełniąc dodatkowo od października 1941 funkcję wicedziekana dekanatu mazurskiego.
Po wkroczeniu Armii Czerwonej w styczniu 1945 szukał schronienia u wuja w Podlejkach (córka Franciszka Tyżaka Katarzyna pracowała już wcześniej u niego jako gospodyni), tam też został aresztowany i zesłany do obozu w Iławce Pruskiej (potem Bagrationowsk). Zwolniony z internowania w marcu 1946, zgłosił się do administratora diecezji ks. Teodora Benscha; ten, ze względu na wcześniejsze obsadzenie parafii w Lesinach innym duchownym, skierował ks. Zinka do pracy w Gietrzwałdzie. Zink przybył do Gietrzwałdu w charakterze rezydenta, wspomagał w pracy duszpasterskiej wikariusza ks. Waldemara Borowskiego, a także kierował uroczystościami pogrzebowymi zmarłego właśnie (13 marca 1946) proboszcza ks. Franciszka Klinka. 1 maja 1946 przeniósł się do Olsztyna, gdzie z nominacji ks. Benscha został sekretarzem kurii. Pełnił również ponownie funkcję kapelana Szpitala Mariackiego w Olsztynie (do października tegoż roku). W październiku 1946 został dodatkowo notariuszem kurii, a w październiku 1948 znalazł się w gronie zespołu konsultorów generalnych, powołanego przez administratora Benscha na żądanie prymasa Hlonda wobec faktycznego zaprzestania działalności przez kapitułę warmińską. 23 kwietnia 1949 Zink otrzymał godność radcy duchownego. Współpracował z administratorem Benschem w powojennej odbudowie diecezji warmińskiej.
26 stycznia 1951 władze państwowe odsunęły administratorów diecezji na Ziemiach Odzyskanych. Na Warmii, którą opuścić musiał Teodor Bensch oraz wikariusz generalny Mieczysław Karpiński, brakowało właściwego gremium do wyboru nowego rządcy diecezji (kapituły), ale zadania tego pod naciskiem władz podjęli się konsultorzy diecezjalni. Już w dniu usunięcia Benscha konsultorzy zebrani w Olsztynie – Zink, Leon Kamiński, Stanisław Majewski, Stefan Zajkowski, Stanisław Kobyłecki i Stanisław Chrzanowski – wybrali na wikariusza kapitulnego Wojciecha Zinka, który zaakceptował postawiony warunek władz przyjęcia obywatelstwa polskiego; wybór ten był jednak obciążony wadą nieważności – elektorzy nie zdawali sobie sprawy z sekretnej nominacji drugiego wikariusza generalnego, dokonanej przez Benscha (mianował on ks. Józefa Łapota, rektora "Hosianum"), a także wbrew przepisom prawa kanonicznego działali pod przymusem czynników zewnętrznych, w tym przypadku władz państwowych. Mimo tych wad de facto wybór Zinka (i innych rządców diecezjalnych w Polsce) został uznany przez prymasa Stefana Wyszyńskiego, który w obawie przed schizmą nie mianował nowego administratora, ale ks. Zinkowi powierzył zarząd diecezji w charakterze prymasowskiego wikariusza generalnego, czym uprawomocnił obowiązki nałożone na niego wcześniej przez konsultorów diecezjalnych. Prymas udzielił także swojemu wikariuszowi uprawnień udzielania sakramentu bierzmowania i niższych święceń duchownych.
Jako rządca diecezji Wojciech Zink kontynuował działalność poprzednika w odbudowie diecezji po okresie wojennym. 1 sierpnia 1951 decyzją prymasa Wyszyńskiego reaktywowana została kapituła warmińska (w liczbie pięciu kanonii rzeczywistych i jednej honorowej), a w lutym 1952 w jej skład został włączony ks. Zink, który otrzymał godność dziekana (jak się później okazało nieważnie, gdyż na syberyjskim zesłaniu żył ks. Alojzy Marquardt, będący dziekanem kapituły już przed wojną). Zink troszczył się o seminarium duchowne (wzrosła liczba kleryków, na potrzeby szkoły zaadaptowano część budynków parafii przy ul. Jagiellońskiej w Olsztynie), a także katechizację i kształcenie katechetów świeckich. Do diecezji przyjmował wielu nowych księży, m.in. przybywających z Wołynia i ziemi wileńskiej, starał się łagodzić napięcia związane z konfliktami o wpływy w diecezji między grupami księży (także przedwojennymi kapłanami warmińskimi); w celu ujednolicenia pracy duszpasterskiej wydał specjalny regulamin, określający wzajemne stosunki, prawa i obowiązki proboszczów i wikariuszy. Na mocy udzielonych przez prymasa pełnomocnictw tworzył i wizytował nowe parafie. Utrzymywał stały kontakt z Wyszyńskim, zarówno osobisty, jak i listowny i telefoniczny; czterokrotnie gościł prymasa w diecezji, m.in. na wakacyjnym wypoczynku na plebanii w Orzechowie w sierpniu 1952.
Swoją działalnością duszpasterską i organizatorską naraził się władzom państwowym. Odmawiał konsultacji w sprawie nominacji proboszczowskich, a kilka stanowisk w kurii pozostawił nieobsadzonych w formie protestu wobec nacisków. Odsunięcie ks. Zinka ze stanowiska rządcy diecezji zostało przesądzone po odmowie podpisania i rozpowszechniania deklaracji Episkopatu Polski, wystosowanej po aresztowaniu Stefana Wyszyńskiego we wrześniu 1953. Wieczorem 2 października 1953 Zink został wezwany na rozmowę do Prezydium Wojewódzkiej Rady Narodowej w Olsztynie, a gdy tam potwierdził swoje stanowisko, jeszcze tej samej nocy został aresztowany przez Urząd Bezpieczeństwa. Oskarżono go m.in. o "sabotowanie poleceń władz", "wykorzystywanie wszelkiego rodzaju świąt i uroczystości w celu szerzenia antypaństwowych nastrojów wśród księży i społeczeństwa", "szerzenie wśród duchownych nieprawdziwych informacji w sprawie procesu biskupa Czesława Kaczmarka i aresztowania prymasa". Zink, wywieziony do Warszawy i osadzony w więzieniu na Rakowieckiej, spędził w areszcie 16 miesięcy. Jego sąsiadami w celach byli biskupi Kaczmarek i Antoni Baraniak, z którymi nawiązał nietypowy kontakt – za pomocą śpiewanych po łacinie komunikatów, które strażnicy brali za modlitwy. Należy dodać, że część biskupów, którzy podpisali deklarację (w tym przewodniczący Episkopatu Michał Klepacz), usiłowało oczernić warmińskiego wikariusza, wypominając mu przede wszystkim niemieckie pochodzenie. Odpowiedzią na to oskarżenie stały się później wspomnienia kardynała Wyszyńskiego, który napisał, że we wrześniu 1953 "prymasa bronił jedynie Niemiec i pies" (owczarek prymasa ugryzł jednego z funkcjonariuszy Urzędu Bezpieczeństwa).
W sprawie zwolnienia ks. Zinka występował m.in. jego następca na czele diecezji warmińskiej, ks. prof. Stefan Biskupski, chociaż znany był bardziej z ugodowego stosunku do władz państwowych. Zink został uwolniony 1 lutego 1955, kapituła warmińska przyznała mu pensję na prawach ordynariusza (1800 złotych) oraz zezwoliła na utrzymywanie w Olsztynie mieszkania; nie mógł jednak powrócić do diecezji. Do czerwca 1955 przebywał w Pawłowie koło Lublina, następnie do listopada 1955 w sanatorium pocztowców w Zakopanem, gdzie kurował się z nabytej w więzieniu gruźlicy. Od listopada 1955 przebywał w Warszawie i rezydował w gmachu nuncjatury. Szansa na powrót do diecezji warmińskiej pojawiła się w związku z wydarzeniami października 1956; w grudniu tegoż roku Zink został mianowany pełnomocnikiem nowego zwierzchnika diecezji, biskupa Tomasza Wilczyńskiego, do objęcia rządów kościelnych i 5 grudnia przejął obowiązki z rąk ks. Stefana Biskupskiego. Ingres biskupa Wilczyńskiego do konkatedry olsztyńskiej miał miejsce 16 grudnia 1956. Zink, mianowany także tymczasowym wikariuszem generalnym, w maju 1957 otrzymał godność wikariusza na stałe, a w kurii zajmował się sprawami ludności autochtonicznej, a także mimo początkowych oporów z drugiej strony, kontaktami z władzami państwowymi.
W lipcu 1958 otrzymał najwyższą godność prałacką w kapitule – prepozyta. 19 maja 1960 papież Jan XXIII mianował go protonotariuszem apostolskim (infułatem). Ks. Zink zaliczał się do najbliższych współpracowników biskupa Wilczyńskiego, utrzymywał również kontakt z prymasem Wyszyńskim. Uczestniczył w licznych uroczystościach w katedrze fromborskiej, m.in. odpustach i instalacjach nowych kanoników. W sierpniu 1961 jako prepozyt gościł na uroczystościach 700-lecia kapituły warmińskiej kardynała Wyszyńskiego i sześciu innych biskupów. Jemu też przypadł w sierpniu 1965 obowiązek telegraficznego zawiadomienia Stolicy Apostolskiej o nagłej śmierci biskupa Wilczyńskiego; zwołał wówczas także specjalne posiedzenie kapituły, która powołała na wikariusza kapitulnego dotychczasowego biskupa pomocniczego Józefa Drzazgę (późniejszego biskupa warmińskiego). 6 marca 1966 we Fromborku Zink odczytał po łacinie i po polsku brewe papieskie Cathedrale templum Varmiense, na mocy którego katedra fromborska została podniesiona do rangi bazyliki mniejszej. W czerwcu tegoż roku witał na Warmii prymasa i innych gości, przebywających na uroczystościach 1000-lecia chrztu Polski. W kwietniu 1967 uroczystą mową przywitał na Warmii legata papieskiego Agostino Casaroli.
Pod koniec lat 60. nasiliły się problemy zdrowotne ks. Zinka. W tym samym okresie władze kościelne zamierzały obsadzać stanowiska wikariuszy generalnych jedynie biskupami pomocniczymi, by osłabić żądania kierownictwa państwowego, które chętnie widziałoby na tych stanowiskach zaufanych księży (tzw. księży-patriotów). W związku z tymi planami, a także stanem zdrowia i podeszłym wiekiem, Zink spodziewał się odsunięcia z funkcji wikariusza generalnego (w rozmowach prywatnych kategorycznie odrzucając możliwość dobrowolnej rezygnacji) i rozpoczął w 1967 lub 1968 budowę domku w Gietrzwałdzie, gdzie planował przenieść się jako emeryt. Mimo szybkiego ukończenia prac budowlanych nie zdążył tam jednak zamieszkać. Ostatnim przejawem jego działalności publicznej był udział w konsekracji nowego biskupa pomocniczego warmińskiego Juliana Wojtkowskiego 22 sierpnia 1969 w Warszawie, przy której towarzyszył prymasowi Wyszyńskiego i współkonsekratorom Józefowi Drzadze i Janowi Obłąkowi w charakterze prezbitera-asystenta. W drodze powrotnej z Warszawy nie czuł się dobrze (miał obrzęk nóg świadczący o problemach z krążeniem) i trafił do Szpitala Mariackiego (późniejszego Szpitala Miejskiego) w Olsztynie, gdzie zapadł w śpiączkę. Został wprawdzie wybudzony, ale zmarł kilka dni później we wrześniu 1969. Przyczyną zgonu była marskość wątroby. W rozmowie z ks. Sławomirem Brewczyńskim, zawartej w publikacji Ks. Adalbert (Wojciech) Zink. Rządca diecezji warmińskiej w latach 1951-1953 biskup Julian Wojtkowski przytacza wersję, że śmierć ks. Zinka przyspieszyło rozczarowanie po braku nominacji biskupiej, na którą miał mimo wszystko liczyć.
Wojciech Zink pochowany został w Gietrzwałdzie. Uroczystościom pogrzebowym przewodniczył biskup Józef Drzazga, uczestniczyli także biskupi Jan Obłąk, Lucjan Bernacki i Bernard Wycisk, przedstawiciele 10 kapituł katedralnych oraz liczni księża diecezjalni (około 400). Telegram z kondolencjami nadesłał prymas Wyszyński.
We wspomnianej wyżej rozmowie biskup Wojtkowski podkreślił, że Zink mimo warmińskiego pochodzenia, posługiwał się poprawnym językiem polskim, w którym potrafił formułować podniosłe kazania i dokumenty pasterskie, pozostała mu natomiast charakterystyczna, twarda wymowa niektórych głosek. Bezpodstawne były zarzuty jego oskarżycieli z grona hierarchów katolickich w latach 50., że deklaracji Episkopatu w sprawie aresztowania prymasa nie podpisał, bo nie znał języka polskiego.